# Ophiolebes sagamiensis
Ophiolebes sagamiensis är en ormstjärneart som beskrevs av  1982, 1982. Ophiolebes sagamiensis ingår i släktet Ophiolebes och familjen knotterormstjärnor. Inga underarter finns listade i Catalogue of Life.